# Vipio humerator
Vipio humerator är en stekelart som först beskrevs av Costa 1885.  Vipio humerator ingår i släktet Vipio och familjen bracksteklar. Inga underarter finns listade i Catalogue of Life.